# 샤르트뢰
샤르트뢰(프랑스어: Chartreux)는 프랑스 고양이의 한 품종이다. 매우 영리한 품종으로 주인에게 헌신적이고 참을성이 뛰어나며 호전적이지 않고 독립심이 강하다. 또한 차분하고 점잖은 고양이로 알려져 있다.

## 역사
샤르트뢰는 프랑스 16세기 문헌에 등장한다. 문헌에는 땅딸한 체형에 양모같은 검회색 털과 구리 색 눈의 '시리아 고양이'가 나오는데, 이 고양이의 생김새와 샤르트뢰의 외형이 일치한다. 십자군 전쟁 때 샤르트뢰를 유럽으로 들여왔다는 말도 있다.
20세기 두 차례의 세계대전을 거치면서 멸종 위기에 처하게 되었으나, 육종가들의 노력으로 인해 위기에서 벗어나게 되었다. 1차세계대전 이후 프랑스 육종가는 샤르트뢰와 가장 흡사한 외형을 가진 품종을 엄선해 샤르트뢰와 이종교배시켰다. 이런 노력으로 1928년에 샤르트뢰는 다시 유럽 고양이쇼에 등장하기 시작하였다.
그러나 2차 세계대전으로 인해 프랑스의 자생 블루 고양이 군락은 자취를 감추었다.
미국의 경우, 1970년대 샤르트뢰를 들여오게 되었다.

## 이름의 유래
이름의 유래는 두가지 설이 가장 유력하다. 프랑스 카르투지오 수도회 수사들이 '샤르투르즈'라는 리큐어를 개발하였는데 이것이 '샤르트뢰'라는 이름의 유래라는 것과, 털이 양모와 비슷하여 18세기 초 스페인산 양털 이름이 붙여졌다는 것이 있다.

## 외형적 특징
샤르트뢰는 고양이로는 보기 드물게 비례의 체형을 가지고 있다. 체형은 세미 코비이고 상당히 큰 덩치를 가지고 있다. 머리는 넓고 둥글게 생겼으며, 머리 위에는 중간 크기보다 작은 귀가 머리 가장자리 안쪽에 위치한다. 튼튼한 몸통에 가느다란 다리를 가지고 있다. 눈은 크고 둥글게 생겼으며, 눈 색은 구리색이 대다수이나, 금색과 노란 빛을 띄기도 한다. 푸른 빛이 도는 털은 짧고 빽빽하게 나 있고, 양모 같은 털을 가지고 있어 털결이 부드럽다. 털색은 트레디셔널 카테고리의 단색 부분에 속하며, 털색은 푸른색인데 진한 정도에 관계없이 인정되지만 은빛이 도는 것이 가장 바람직하다.